# Rhizopogon maculatus
Rhizopogon maculatus är en svampart som beskrevs av Zeller & C.W. Dodge 1918. Rhizopogon maculatus ingår i släktet Rhizopogon och familjen hartryfflar.   Inga underarter finns listade i Catalogue of Life.